# Dichiarazione di Železnovodsk
La Dichiarazione di Železnovodsk (anche Comunicato di Železnovodsk) fu una dichiarazione congiunta di pace redatta nell'omonima città della Russia ciscaucasica il 23 settembre 1991, con le mediazione dei presidenti Boris El'cin (Federazione Russa) e Nursultan Nazarbayev (Kazakistan), tra i presidenti Ayaz Mutalibov (Azerbaigian) e Levon Ter-Petrossian (Armenia).
L'intenzione alla base di questa dichiarazione era quella di porre fine alla conflittualità etnica che contrapponeva armeni ed azeri per il controllo del Nagorno Karabakh e raggiungere un accordo di pace. Per quanto fosse stato ottenuto un consenso informale tra le parti, il trattato non fu mai ratificato.

## Antefatto
Il contenzioso riguardante l'Oblast Autonomo del Nagorno Karabakh si era riacceso nel 1987 con la petizione popolare cui il Soviet locale richiedeva l'annessione della regione alla Repubblica Socialista Sovietica Armena svincolandosi così dalla Repubblica Socialista Sovietica Azera alla quale era stata attribuita da Stalin nel 1921 nonostante i pareri contrari dei Congressi del popolo tra il 1918 ed il 1920.
Nel febbraio del 1988 il soviet del Nagorno Karabakh aveva votato il passaggio al soviet dell'Armenia. Pochi giorni dopo si era avuto il pogrom di Sumgait, a novembre quello di Kirovabad. Negli anni a seguire la tensione tra armeni ed azeri aumentò ulteriormente. Dopo la secessione dell'Azerbaigian dall'Unione sovietica il 30 agosto 1991, il soviet del Nagorno Karabakh in virtù della legislazione all'epoca vigente dichiarò la nascita della repubblica del Nagorno Karabakh il 2 settembre, mentre il 21 settembre anche l'Armenia lasciava ufficialmente l'Urss.

## Iniziative diplomatiche
Con il consenso delle autorità in Azerbaigian e in Armenia, Boris El'cin e Nursultan Nazarbayev condussero una missione di mediazione tra il 20 ed il 23 settembre visitando Baku, Ganja, Step'anakert e Erevan.
Partendo dai principi di integrità territoriale, dalla non interferenza negli affari interni e dall'osservanza dei diritti civili, un passo avanti fu compiuto il 22 settembre allorché l'Armenia rinunciò a tutte le pretese sul territorio azero.

## La dichiarazione congiunta
Questo permise di concordare il giorno seguente una dichiarazione congiunta che impegnava entrambe le parti al disarmo ed al ritiro delle milizie, consentire il ritorno dei rifugiati e degli sfollati interni, ristabilire l'ordine amministrativo dell'epoca sovietica nell'oblast autonomo e spingere i contendenti a trovare una soluzione pacifica al conflitto.
L'armata sovietica e truppe interne sarebbero rimaste nella zona e l'intero processo sarebbe stato supervisionato da funzionari russi e kazaki.
Si legge nella dichiarazione che, in previsione di un auspicato accordo entro il 1º gennaio 1992 "deve essere istituito un cessate il fuoco, devono essere congelati tutti gli atti anticostituzionali riguardanti il Nagorno Karabakh compiuti da Azerbaigian e Armenia, devono essere riconosciuti gli organi legalmente costituiti e ogni gruppo deve essere allontanato dalla regione, fatta eccezione per le forze armate sovietiche, comprese quelle al servizio dell'allora Ministero dell'interno sovietico. Tutte le altre truppe devono venire ritirate e la loro presenza dopo la scadenza deve essere considerata illegale.
La dichiarazione di pace fu discussa con la partecipazione di Y. Šapošnikov, V. Barannikov, S. Voskanyan, M. Gezalov, V. Dzhafarov, R. Kocharian, L. Petrosian, M. Radayev e fu firmata dai presidenti dei quattro stati.

## Il fallimento del negoziato
Gli sforzi di pace si fermarono a causa del perdurare dei bombardamenti e atrocità commesse dagli azeri OMON negli ultimi giorni di settembre sulla scia di quanto accaduto nei mesi precedenti con l'operazione Anello.
In seguito l'Azerbaigian motivò le sue azioni con l'abbattimento nel novembre successivo nei pressi del villaggio di Karavend di un elicottero MI-8 azero che trasportava osservatori russi e kazaki nonché alti funzionari azeri e con le violazioni della tregua da parte degli armeni
Invero, i negoziati di pace fallirono giacché né il governo armeno né quello azero avevano più il controllo sulle forze locali che proseguirono gli scontri incuranti dei tentativi di composizione pacifica della questione.